# Chlorophytum poggei
Chlorophytum poggei là một loài thực vật có hoa trong họ Măng tây. Loài này được Engl. ex Poelln. mô tả khoa học đầu tiên năm 1945.